# 肥前古賀站
肥前古賀站（日语：／ Hizen-Koga eki */?）是位於長崎縣長崎市松原町2371番，九州旅客鐵道（JR九州）的長崎本線車站。
與其他新線內的車站相同，本站建於兩條隧道中間的露天地帶，不過，由於位處彎道，且兩邊的斜坡上亦早建有民居，所以只能設置單式月台，成為長崎本線新、舊線內唯一沒有待避或交會設備的車站。

## 車站構造

### 站房
以組合屋建成的簡易式站房一座，建於車站入口旁邊，有人時代時會有站員駐守，無人化後改用作儲物室用途。同時加設了一部簡易式自助售票機。

### 月台
設有側式月台1座。由於位處彎位，部份月台與車廂之間的空隙較大，因此此站設置了長2卡車廂的墮軌探測墊。 
列車靠站時，往長崎方向為左側上落；往諫早方向為右側上落。
| 月台              | 路線 | 目的地                                                         |
| ----------------- | ---- | -------------------------------------------------------------- |
| ■長崎本線（新線） | 上行 | 諫早、湯江、肥前濱、江北方向 經■大村線往竹松、早岐、佐世保方向 |
| ■長崎本線（新線） | 下行 | 長崎方向                                                       |

## 歷史
- 1972年10月2日：日本國有鐵道長崎本線新線喜喜津站至浦上站之間開通，此站啟用。為了區別此站與古賀站，此站名為肥前古賀。
- 1987年4月1日：伴隨國鐵分割民營化，車站由九州旅客鐵道（JR九州）營運[2]。
- 2012年12月1日：包括此站之內，於長崎地區19個車站引入了SUGOCA[3]。
- 2015年3月14日：降為無人車站[1]。

## 使用狀況
以下為每年度本站1日平均乘車人次：
| 乘車人次變化 | 乘車人次變化 |
| 年度         | 1日平均人次  |
| ------------ | ------------ |
| 2000         | 661          |
| 2001         | 646          |
| 2002         | 625          |
| 2003         | 609          |
| 2004         | 642          |
| 2005         | 599          |
| 2006         | 581          |
| 2007         | 583          |
| 2008         | 590          |
| 2009         | 570          |
| 2010         | 565          |
| 2011         | 563          |
| 2012         | 564          |
| 2013         | 559          |
| 2014         | 518          |
| 2015         | 475          |
| 2016         | 423          |
| 2017         | 394          |
| 2018         | 354          |
| 2019         | 345          |
| 2020         | 277          |
| 2021         | 261          |
| 2022         | 276          |
| 2023         | 320          |

## 車站周邊
- 國道34號
- 縣營巴士（日语：長崎県交通局）松原巴士站 - 距離車站5分鐘步行距離
- 長崎市立古賀小學（日语：長崎市立古賀小学校）

## 相鄰車站
九州旅客鐵道（JR九州）
■長崎本線
■區間快速「Sea Side Liner」
通過
■快速「Sea Side Liner」（部分列車停站）、■普通
市布－肥前古賀－現川

## 外部連結
- JR九州肥前古賀站 （页面存档备份，存于）